# Yang Xia
Yang Xia (杨霞; Hunan, 8 gennaio 1977) è un'ex sollevatrice cinese, campionessa olimpica che ha gareggiato nelle categorie dei pesi piuma (fino a 53 kg.) e dei pesi leggeri (fino a 58 kg.).

## Carriera
Yang Xia ha vinto la medaglia d'oro ai Giochi Asiatici di Bangkok 1998 nei pesi piuma con 212,5 kg. nel totale.
Due anni dopo, nel mese di maggio, ha ottenuto la medaglia d'argento ai Campionati asiatici di Osaka, facendo il salto alla categoria superiore dei pesi leggeri e sollevando 215 kg. nel totale, battuta dalla nordcoreana Ri Song-hui (230 kg.).
Nello stesso anno ha partecipato alle Olimpiadi di Sydney 2000, edizione in cui il sollevamento pesi femminile ha fatto il suo debutto olimpico, rientrando nella categoria dei pesi piuma e riuscendo a vincere la medaglia d'oro con 225 kg. nel totale, davanti alla taiwanese Li Feng-ying (212,5 kg.) e all'indonesiana Winarni Binti Slamet (202,5 kg.).
Dopo la vittoria olimpica Yang Xia non ha più ottenuto risultati rilevanti a livello internazionale, dedicandosi maggiormente agli studi universitari di giornalismo.